# Groep Lazrak
De Groep Lazrak was een parlementaire afsplitsing en eenmansfractie in de Nederlandse Tweede Kamer, die op 2 februari 2004 ontstond toen het lid Ali Lazrak uit de fractie van de SP werd gezet. Lazrak weigerde zijn zetel af te staan aan de partij, en ging tot de Tweede Kamerverkiezingen 2006 als onafhankelijke fractie Groep Lazrak verder.

## Reden van afsplitsing
Aan de breuk met de SP ging een conflict tussen Lazrak enerzijds en de SP en haar voorman Jan Marijnissen anderzijds vooraf. Op 14 september 2003 liet Lazrak plotseling weten uit de Tijdelijke Commissie Onderzoek Integratiebeleid te stappen. SP-fractievoorzitter Marijnissen was het oneens met deze beslissing, mede omdat de parlementaire commissie was ingesteld naar aanleiding van een motie die van hem afkomstig was.
In de maanden die volgden liep het conflict verder op. Lazrak weigerde te voldoen aan de in zijn partij geldende afdrachtregeling met betrekking tot het salaris dat hij als Kamerlid ontvangt. Tevens uitte hij in verschillende interviews kritiek op zijn fractiegenoten in het algemeen en Marijnissen in het bijzonder. Lazrak stelde de manier van werken van Marijnissen dictatoriaal te vinden, en beklaagde zich erover dat hij weinig begeleiding kreeg.
Een bemiddelingspoging van het partijbestuur van de SP mislukte, waarna Lazrak uit de fractie werd gezet. Als onafhankelijk Kamerlid viel hij vooral op door veelvuldige afwezigheid. Op 30 november 2006 verdween de Groep Lazrak uit het parlement.